# (801) Helwerthia
(801) Helwerthia est un astéroïde de la ceinture principale découvert le 20 mars 1915 par l'astronome allemand Max Wolf.
Sa désignation provisoire était 1915 WQ.

## Découverte
L'astéroïde (801) Helwerthia a été découvert le 20 mars 1915 par l’astronome allemand Max Wolf à l’Observatoire du Königstuhl de Heidelberg (code MPC 024). Sa désignation provisoire à la découverte était 1915 WQ. Par la suite, plusieurs désignations secondaires lui ont été attribuées lors de réobservations ultérieures : 1924 OD, 1925 RG et 1970 GS₁.

## Nom
L'astéroïde (801) Helwerthia est nommé d'après Elise Helwerth-Wolf (1840–1924), la mère de l’astronome Max Wolf, qui l’a découvert en 1915.